# Unión Deportiva Huesca
La Unión Deportiva Huesca fou un antic club de futbol aragonès de la ciutat d'Osca.
El club va néixer l'any 1940 després de la fusió del Club Deportivo Español i el Club Deportivo Huesca. L'any 1956 va desaparèixer, agafant el seu relleu a la ciutat d'Osca la Sociedad Deportiva Huesca, fundada el 1960.

## Palmarès
- Tercera Divisió espanyola de futbol:
  - 1948, 1950